# Demonax rufobasalis
Demonax rufobasalis là một loài bọ cánh cứng trong họ Cerambycidae.